# Saramon
Saramon är en kommun i departementet Gers i regionen Occitanien i sydvästra Frankrike. Kommunen ligger i kantonen Saramon som tillhör arrondissementet Auch. År 2022 hade Saramon 863 invånare.

## Befolkningsutveckling
Antalet invånare i kommunen Saramon
Referens:INSEE